# 2052
Évszázadok: 20. század – 21. század – 22. század
Évtizedek: 2000-es évek – 2010-es évek – 2020-as évek – 2030-as évek – 2040-es évek – 2050-es évek – 2060-as évek – 2070-es évek – 2080-as évek – 2090-es évek – 2100-as évek
Évek: 2047 – 2048 – 2049 – 2050 –  2051 – 2052 – 2053 – 2054 – 2055 – 2056 – 2057

## Csillagászati események
- március 30. - Ezen a napon teljes napfogyatkozás fog bekövetkezni, amely Észak-Amerikában, Közép-Amerikában, és Dél-Amerika északi részén figyelhető meg.